# Tayac
Tayac é uma comuna francesa na região administrativa da Nova Aquitânia, no departamento da Gironda. Estende-se por uma área de 7,39 km². Em 2010 a comuna tinha 136 habitantes (densidade: 18,4 hab./km²).